# Kosakowo (gmina)
Kosakowo – gmina wiejska w województwie pomorskim, w powiecie puckim, położona jest nad Zatoką Pucką, na Kępie Oksywskiej. Gmina w całości znajduje się w aglomeracji trójmiejskiej. W latach 1975–1998 gmina położona była w województwie gdańskim.
Siedziba gminy to Kosakowo (daw. Dębogórze).
Według danych z 30 czerwca 2024 gminę zamieszkiwało 21 954 osoby.

## Podział administracyjny
W skład gminy wchodzi 10 sołectw: Dębogórze, Dębogórze-Wybudowanie, Kazimierz, Kosakowo, Mechelinki, Mosty, Pierwoszyno, Pogórze, Rewa, Suchy Dwór.

## Struktura powierzchni
Według danych z roku 2005 gmina Kosakowo ma obszar 47,37 km², w tym:
- użytki rolne: 54%
- użytki leśne: 12%

Gmina stanowi 8,24% powierzchni powiatu.

## Demografia

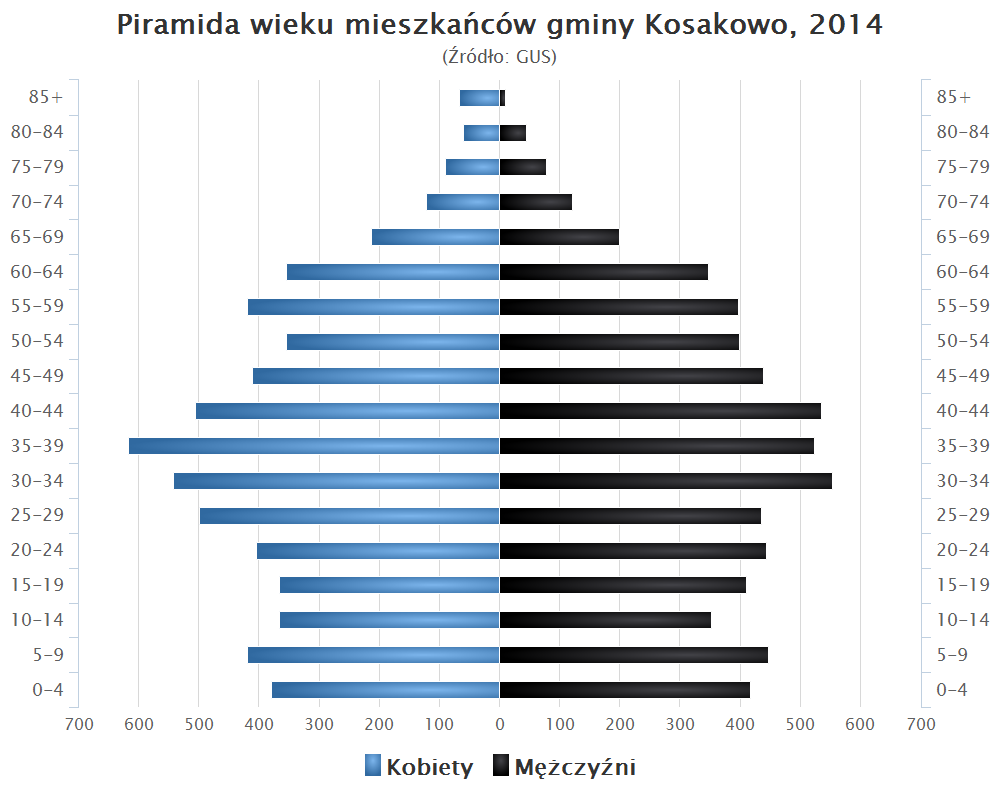
Piramida wieku mieszkańców gminy Kosakowo w 2014 roku

Dane z 30 czerwca 2007:
| Opis                              | Ogółem | Ogółem | Kobiety | Kobiety | Mężczyźni | Mężczyźni |
| --------------------------------- | ------ | ------ | ------- | ------- | --------- | --------- |
| Jednostka                         | osób   | %      | osób    | %       | osób      | %         |
| Populacja                         | 8540   | 100    | 4252    | 49,8    | 4288      | 50,2      |
| Gęstość zaludnienia [mieszk./km²] | 180,3  | 180,3  | 89,8    | 89,8    | 90,5      | 90,5      |

## Sąsiednie gminy
Gdynia, Rumia, Reda, Puck. Od wschodu gmina sąsiaduje z Zatoką Pucką.

## Ochrona przyrody
- Komunalny Związek Gmin „Dolina Redy i Chylonki”
- Nadmorski Park Krajobrazowy
- Rezerwat przyrody Mechelińskie Łąki